# منابع (روزنامه‌نگاری)
منابع روزنامه‌نگاری، شخص، انتشارات یا سندی است که اطلاعاتِ به‌موقع را ارائه می‌دهد. در خارج از بحث روزنامه‌نگاری، منابع گاهی با عنوان منابع جدید شناخته می‌شوند. نمونه‌هایی از منابع شامل موارد رسمی، انتشارات یا رسانه‌ها، منابع رسمی در دولت یا تجارت، سازمان‌ها یا موسسات، مدرک‌های جرم، تصادف‌ها یا سایر اتفاقات و مردم تحت تأثیر این اخبار یا موضوعات است.
براساس پژوهش Shoemaker , McQuail فاکتورهای زیادی هستند که منابع را واجد شرایط پذیرش توسط روزنامه نگاران تحقیقی می‌کنند. از گزارشگران انتظار می‌رود که منابع را توسعه و ترویج دهند به خصوص اگر یک موضوع خاص را پوشش می‌دهند. این گزارشگران هم‌چنین باید نسبت به نزدیک شدن زیاد به منابع شان آگاه باشند. گزارشگران معمولاً و نه همیشه، با تجربهٔ کمتر انحراف بیشتری از منابع پیدا می‌کنند. به عنوان مثال گاهی یک فرد می‌گوید که تمایلی به صحبت کردن ندارد و بعد اقدام به صحبت کردن می‌کند. اگر این فرد یک نقش عمومی نداشته باشد، گزارشگران علاقهٔ کمتری به استفاده از اطلاعات او دارند. روزنامه نگاران باید بدون بدگمانی کمی هم شک داشته باشند مثل اینکه بگوییم «اگر مادرت بگوید تو را دوست دارد حتماً او را امتحان کن.» این یک قانون نانوشته است که به طور خاص موقع گزارش یک بحث و جدال، گزارشگران باید از چند منبع استفاده کنند.

## منبع آگاه در روزنامه‌نگاری
منبع آگاه در روزنامه‌نگاری به کسی گفته می شود که خبرنگار یا روزنامه‌نگار، اطلاعات را از وی دریافت می کند اما به دلایل مشخص یا نامشخصی، نام او فاش نمی شود. این دلایل می تواند حفظ جان، ارزش، حفظ جایگاه برای کسب اطلاعات بعدی و یا عدم علاقه خود منبع برای بیان نامش به عنوان منبع باشد. مساله منتشر نشدن نام منبع و اکتفا به عبارت هایی مثل «منبع آگاه و ...» یک رسم مرسوم در میان خبرنگاران در سراسر جهان است. با این وجود برخی بر این باورند که عدم گزارش منبع یک خبر، از صحت و اعتبارش می کاهد و از همین رو معتقدند که چنین رویه ای باعث انتشار اخبار دروغ در قالب اخبار صحیح باشد.